# Heiligensee (dzielnica)
Heiligensee, Berlin-Heiligensee – dzielnica (Ortsteil) Berlina w okręgu administracyjnym Reinickendorf. Od 1 października 1920 w granicach miasta.
Na tutejszym cmentarzu pochowane zostało ciało Franciszka Piesika, jedynej polskiej ofiary Muru Berlińskiego. Utonął w jeziorze Nieder Neuendorfer See, między Hennigsdorfem i Heiligensee.